# アンソニー・レムケ
アンソニー・レムケ（Anthony Lemke）は、カナダの俳優。

## 出演作品
- イーストエンドの魔女たち
- ソーラー・ストライク2013
- XIII -サーティーン- シーズン1
- ウェアハウス13　～秘密の倉庫 事件ファイル～ シーズン3
- ラスト・クルセイダーズ
- リスナー 心を読む青い瞳 シーズン1（ブライアン・ベッカー）
- 狼とアーロン少年
- クイーン・オブ・ソード　仮面の女剣士 運命の聖戦
- クイーン・オブ・ソード　レディ・ウォリアーズ
- クイーン・オブ・ソード　オリエンタル・アサシン 日本からの刺客
- クイーン・オブ・ソード　バウンティ・ハンター スペインの賞金稼ぎ
- クイーン・オブ・ソード　スネーク・バンディッツ
- クイーン・オブ・ソード　ミステリー・トレジャー カリフォルニアの秘宝
- クイーン・オブ・ソード　ソード・オブ・レジェンド
- クイーン・オブ・ソード　キラー・デッド 地獄からの訪問者
- クイーン・オブ・ソード　ファイナル・アドベンチャー
- ブラインドスポット3 タトゥーの女（ヴィクター）
- ロボコップ　プライム・ディレクティヴ